# The Crusade
The Crusade – trzeci album studyjny amerykańskiej grupy muzycznej Trivium. Został wydany 10 października 2006 roku przez Roadrunner Records. W Wielkiej Brytanii miał premierę dzień wcześniej.
Nagrywanie płyty rozpoczęto 2 kwietnia 2006 roku. Album powstał w studiu Audiohammer w Sanford na Florydzie.
Producentem albumu został Jason Suecof. Miksowaniem zajął się Colin Richardson. Na krążku zarejestrowano niecałą godzinę muzyki zawartą w 13 utworach.
Album drastycznie różni się od poprzednich dokonań zespołu. Wokalista Matt Heafy zrezygnował w dużej mierze z growlu.
"The Crusade" to utwór w pełni instrumentalny.

## Lista utworów
1. "Ignition" – 3:54
2. "Detonation" – 4:28
3. "Entrance of the Conflagration" – 4:35
4. "Anthem (We Are the Fire)" – 4:03
5. "Unrepentant" – 4:51
6. "And Sadness Will Sear" – 3:34
7. "Becoming the Dragon" – 4:43
8. "To the Rats" – 3:42
9. "This World Can't Tear Us Apart" – 3:30
10. "Tread the Floods" – 3:33
11. "Contempt Breeds Contamination" – 4:28
12. "The Rising" – 3:45
13. "The Crusade" – 8:19

### Bonusowe utwory
1. "Broken One" – 5:48
2. "Venegeance" – 3:36

## Twórcy
- Matt Heafy – śpiew, gitara
- Travis Smith – perkusja
- Corey Beaulieu – gitara
- Paolo Gregoletto – gitara basowa
- Jason Suecof – produkcja
- Colin Richardson – miksowanie

## Pozycja na listach
| Rok  | Kraj              | Pozycja |
| ---- | ----------------- | ------- |
| 2006 | Wielka Brytania   | 7       |
| 2006 | Irlandia          | 12      |
| 2006 | Australia         | 14      |
| 2006 | Kanada            | 23      |
| 2006 | Niemcy            | 23      |
| 2006 | Stany Zjednoczone | 25      |
| 2006 | Szwecja           | 41      |
| 2006 | Austria           | 44      |
| 2006 | Japonia           | 46      |
| 2006 | Norwegia          | 61      |
| 2006 | Holandia          | 64      |
| 2006 | Włochy            | 86      |
| 2006 | Szwajcaria        | 92      |
| 2006 | Francja           | 115     |

## Single
1. "Entrance of the Conflagration" – 2006
2. "Anthem (We Are the Fire)" – 2006
3. "The Rising" – 2007
4. "To the Rats" – 2007
5. "Becoming the Dragon" – 2007

## Wideografia
1. "Entrance of the Conflagration" – Dale Resteghini, 2006
2. "Anthem (We Are the Fire)" – Nathan Cox, 2006
3. "The Rising" – Artifical Army, 2007
4. "To the Rats" – 2007
5. "Becoming the Dragon" – Ramon Boutviseth, 2007